# Zesstreeplangstaarthagedis
De zesstreeplangstaarthagedis (Takydromus sexlineatus) is een kleine hagedis met een zeer lange staart uit de familie echte hagedissen (Lacertidae).

## Naam en indeling
De wetenschappelijke naam van de soort werd voor het eerst voorgesteld door François Marie Daudin in 1802. Later werd de wetenschappelijke naam Tachydromus sexlineatus gebruikt. De soortaanduiding sexlineatus betekent vrij vertaald 'zesstrepig'; sex = zes en lineatus = gestreept. Deze soort wordt ook wel langstaartje, zesstreephagedis of zesstreeprenhagedis genoemd. De wetenschappelijke soortnaam wordt abusievelijk weleens met six- in plaats van sexlineatus aangeduid.

### Ondersoorten
Er worden twee ondersoorten erkend, die zowel in uiterlijk als verspreidingsgebied iets verschillen. Takydromus sexlineatus ocellatus komt voor in het zuiden en oosten van het verspreidingsgebied en is alleen te vinden op het vasteland. Deze ondersoort dankt de naam ocellatus (oogvlekken) aan de witte, zwartomzoomde vlekjesrij aan de bovenzijde van de flank, die bij de andere ondersoort mindert geprononceerd zijn. Takydromus sexlineatus sexlineatus komt voor in het grootste deel van het verspreidingsgebied, deze ondersoort heeft minder of geen vlekken op de flanken.

## Verspreiding en habitat
Van alle echte hagedissen is de zesstreeplangstaarthagedis een van de soorten die zich in het uiterste oostelijke deel van het verspreidingsgebied van de familie heeft gevestigd. De soort leeft in het oostelijke en zuidelijke deel van Azië terwijl de meeste soorten echte hagedissen leven in Europa en delen van Afrika, naarmate het oostelijke deel van Azië wordt genaderd neem het soortenaantal snel af.
De zesstreeplangstaarthagedis komt voor in de landen Cambodja, China (inclusief Guizhou, Fujian, Hongkong, Guangxi, Kwantung, Hainan en Yunnan) India, Indonesië (inclusief Borneo, Java en Sumatra) Laos, Maleisië, Myanmar, Thailand en Vietnam. De habitat bestaat uit dichtbegroeide omgevingen, de hagedis is door zijn lange staart een goede klimmer in dichte vegetatie omdat de hagedis zich goed kan verankeren aan de grashalmen.
Door de internationale natuurbeschermingsorganisatie IUCN is de beschermingsstatus 'veilig' toegewezen (Least Concern of LC).

## Uiterlijke kenmerken
De zesstreeplangstaarthagedis is door zijn lange staart gemakkelijk van de meeste andere hagedissen te onderscheiden en zelfs van de meeste verwante soorten uit het geslacht Takydromus. De hagedis heeft namelijk een exceptioneel lange staart die tot acht keer de lichaamslengte kan bedragen. De hagedis bereikt een totale lengte van 36 centimeter waarbij de kopromplengte zes centimeter bedraagt maar de staart een lengte van dertig cm heeft.
De bovenzijde is bruin tot olijfgroen van kleur met in de flanken en onderzijde beige strepen. Juvenielen hebben een meer groene kleur in vergelijking met de volwassen exemplaren. De mannetjes zijn van de vrouwtjes te onderscheiden door een dikkere staartwortel, wat wordt veroorzaakt door de hemipenis.

## Levenswijze
Deze zeer slanke hagedis is erg actief en is erg vraatzuchtig, op het menu staan vliegen, krekeltjes en andere kleine dieren. Grotere prooien worden eerst ontdaan van vleugels en poten en in delen opgegeten. De hagedis heeft een lange tong waarmee na de maaltijd de bek wordt schoongelikt.
Omdat de dieren in tropische gebieden leven, kunnen ze zich het gehele jaar door voortplanten. Er worden tot zes keer per jaar eieren afgezet, die begraven worden in ondiepe holletjes. Een legsel bevat steeds tot tien eieren.

## In gevangenschap

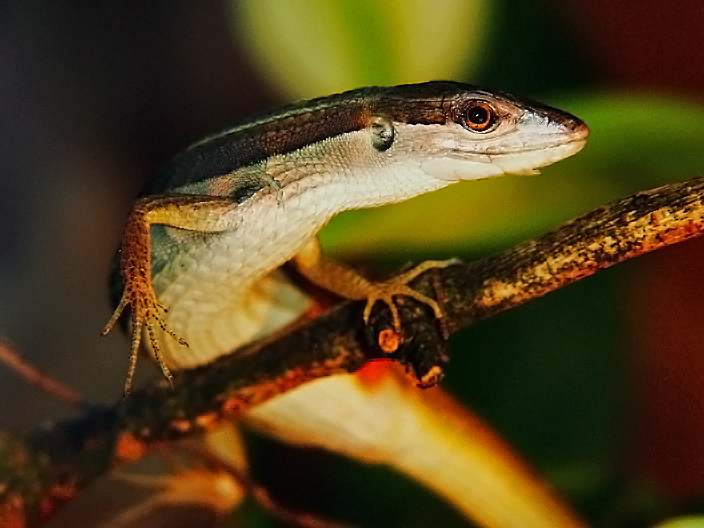
Een exemplaar in een terrarium

De zesstreeplangstaarthagedis wordt veel in terraria gehouden, omdat het een levendige, dagactieve hagedis is, en de mannetjes, anders dan veel andere hagedissensoorten, elkaar zelfs in de paartijd goed kunnen uitstaan. Bovendien komt de soort nog algemeen voor en is niet duur. De langstaarthagedissen die aangeboden worden in dieren- en reptielenwinkels zijn bijna altijd wildvang dieren, wat inhoudt dat de dieren uit hun natuurlijk leefgebied worden gevangen en verscheept. De zesstreeplangstaarthagedis wordt voornamelijk verkocht in Europa en de Verenigde staten. De hagedis kan het beste in groepen worden gehouden in een terrarium van minstens (LxBxH) 100×50×60 centimeter voor een groepje van drie mannen en vijf vrouwen. Het graslandachtige habitat van de dieren moet bij de inrichting van het terrarium een belangrijke rol spelen; te denken valt aan het plaatsen van vele kleine rechtopstaande takken of rietbundels, ook bamboestengels volstaan.
Een wijdverbreid misverstand is dat T. sexlineatus vochtig gehouden moet worden; de hagedis kan daar juist slecht tegen. Men dient wel enkele drinkplaatsen aan te leggen, maar iedere dag nevelen is niet nodig, omdat het vocht uit de drinkbak al wordt afgestaan aan de lucht. Toch hoort de zesstreeplangstaarthagedis ook niet in een droog terrarium thuis. Een terrarium met een droger en een vochtiger gedeelte is aan te bevelen. De relatieve luchtvochtigheid behoort overdag zo'n 60% te zijn en 's nachts tot 80% op te lopen.